# Santa Margalida
Santa Margalida è un comune spagnolo di 11 537 abitanti situato nella comunità autonoma delle Baleari.